# علاء الدين ريات شاه
السلطان علاء الدين ريات شاه بن السلطان منصور شاه ( - 1488) هو سابع سلاطين ملقا في الفترة من 1477 إلى 1488.:246
يشتهر بقصص تخفيه أثناء الليل للتحقق شخصيًا من أحوال شعبه، ويُذكر أنه قام في أحد الليالي بالقبض على لص بنفسه. ويضرب به المثل في القصص الشعبية بالملك العادل. كان أخوه راجا أحمد يعتقد أنه الأحق بالعرش، ويقال أنه دبر مؤامرة لقتله انتهت بموته بالسم. قبر علاء الدين موجود حتى الآن في ولاية جوهر.